# Abraham-Lincoln-Straße 20 (Weimar)

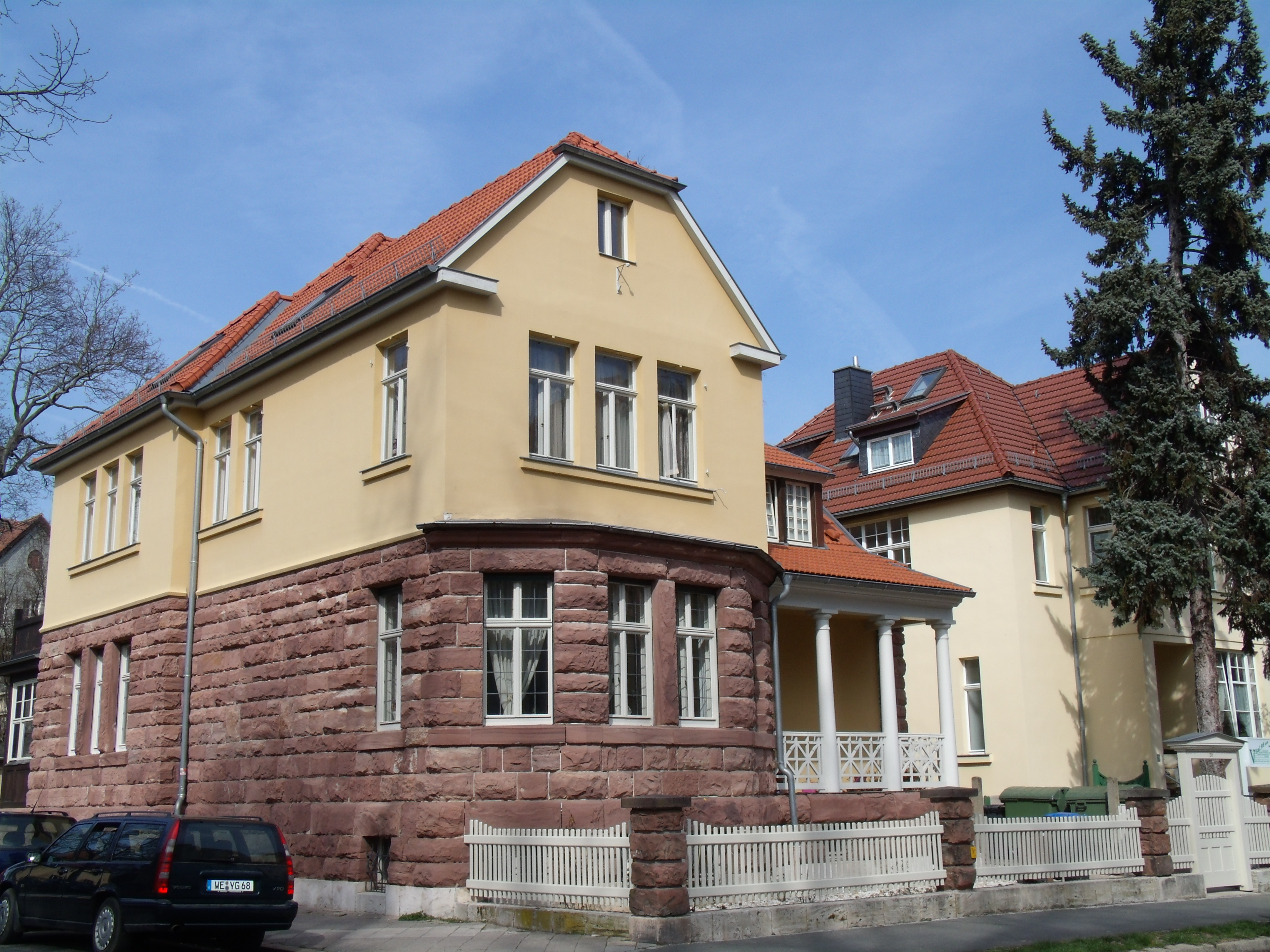
Abraham-Lincoln-Straße 20

Die Abraham-Lincoln-Straße 20 ist ein denkmalgeschütztes Wohnhaus in der Westvorstadt von Weimar. Es hat die Gemarkung Weimar / Flur 44 / Flurstück(e) 203.
Bei diesem Wohnhaus, ist das Erdgeschoss durch die Natursteinfassade vom verputzten Obergeschoss abgesetzt. Es besitzt eine Veranda und einen Vorgarten. Daher ist das Gebäude von der Straßenflucht zurückgesetzt. Das Gebäude wurde im Heimatschutzstil erbaut. In der von Rainer Müller herausgegebenen Denkmaltopographie der Stadt Weimar ist dieses Gebäude allerdings nicht erfasst. Genaue Angaben zur Entstehungszeit fehlen wie zum Architekten. Besitzer war der Ingenieur und Architekt Richard Januschke, der vielleicht auch der Bauherr war.